# MHK
MHK (initiales de Member of the House of Keys) est le titre donné à une personne qui a été élue à la Chambre des clés (House of Keys), la chambre basse du Tynwald, le parlement de l’île de Man.
Le siège de la Chambre des clés est situé à Douglas, la capitale de l’île. Celui de Castletown, l’ancienne capitale, a aujourd’hui été transformé en musée.
Il y a vingt-quatre membres à la Chambre des clés. Des élections visant à renouveler leur nombre ont lieu tous les cinq ans. La dernière remonte à septembre 2021.